# Галиате
Галиа̀те (на италиански: Galliate, на местен диалект: Galià, Галия, на пиемонтски: Gajà, Гая) е град и община в Северна Италия, провинция Новара, регион Пиемонт. Разположено е на 154 m надморска височина. Населението на общината е 15 669 души (към 2015 г.).